# Steve Berry
Pour les articles homonymes, voir Berry (homonymie).
Steve Berry (né le 2 septembre 1955) est un avocat et un auteur américain de romans policiers. Il est surtout connu pour la série de thrillers sur fond d'énigmes historiques ayant pour héros Cotton Malone.

## Biographie
Steve Berry étudie le droit à l'Université de Mercer à Macon. Il est ensuite avocat et plaide pendant une trentaine d'années avant d'occuper de hautes fonctions dans la magistrature pour 14 ans. Il est un membre fondateur de l'International Thriller Writers, une association de plus de 2600 auteurs de romans policiers de partout dans le monde, dont il est co-président pendant trois ans.
En 1990, il se lance dans l'écriture. En 2000 et 2001, il remporte le prix Georgia State Bar Fiction Writing Contest. En 2003, son premier roman, Le Musée perdu (The Amber Room), paraît chez l'éditeur Ballantine Books. Depuis, il a publié plusieurs thrillers, qui sont devenus autant de best-sellers.
À partir de 2006, il amorce la série des aventures de Cotton Malone qui compte près d'une vingtaine de titres.
James Rollins, Steve Berry et Brad Thor ont commencé à faire du crossover de leurs personnages dans leurs romans, ce qui a été apprécié par leurs fans à leur grande surprise.
Steve Berry est marié et père d'une fille. Il vit actuellement dans le comté de Camden, situé dans l'État de Géorgie.

## Œuvre

### Romans

#### SérieCotton Malone
| N° | Titre original          | Année | Titre français               | Année |
| -- | ----------------------- | ----- | ---------------------------- | ----- |
| 01 | The Templar Legacy      | 2006  | L'Héritage des Templiers     | 2007  |
| 02 | The Alexandria Link     | 2007  | L'Énigme Alexandrie          | 2008  |
| 03 | The Venetian Betrayal   | 2007  | La Conspiration du Temple    | 2009  |
| 04 | The Charlemagne Pursuit | 2008  | La Prophétie Charlemagne     | 2010  |
| 05 | The Paris Vendetta      | 2009  | Le Mystère Napoléon          | 2011  |
| 06 | The Emperor's Tomb      | 2010  | Le Monastère oublié          | 2012  |
| 07 | The Jefferson Key       | 2011  | Le Code Jefferson            | 2012  |
| 08 | The King's Deception    | 2013  | Le Secret des rois           | 2013  |
| 09 | The Lincoln Myth        | 2014  | L'Héritage occulte           | 2014  |
| 10 | The Patriot Threat      | 2015  | Le Complot Malone            | 2015  |
| 11 | The 14th Colony         | 2016  | La 14e Colonie               | 2016  |
| 12 | The Lost Order          | 2017  | L'Héritage Malone            | 2017  |
| 13 | The Bishop’s Pawn       | 2018  | La Conspiration Hoover       | 2018  |
| 14 | The Malta Exchange      | 2019  | Le Dernier Secret du Vatican | 2019  |
| 15 | The Warsaw Protocol     | 2020  | Les Saintes Reliques         | 2020  |
| 16 | The Kaiser’s Web        | 2021  | La Conspiration de l'ombre   | 2021  |
| 17 | The Last Kingdom        | 2023  | La Prophétie Nostradamus     | 2023  |
| 18 | The Atlas Maneuver      | 2024  | Le Secret Atlas              | 2024  |
| 19 | The Medici Return       | 2025  | L'Héritage du Vatican        | 2025  |
| 20 | The Devil's Bible       | 2026  |                              |       |

Nouvelles

- Les os du diable in Face à Face, Fleuve Noir, collection 12/21, 2020 (Face Off, 2014), Policier, Thriller, trad. Maxime Berrée  (ISBN 2265154709)Écrit avec James Rollins. Anthologie réunie par David Baldacci - 11 nouvelles rédigées par des équipes de deux à trois auteurs.

#### Série Cassiopée Vitt
(écrit avec M. J. Rose (en))
|   | Titre                   | Année | Titre français       | Année |
| - | ----------------------- | ----- | -------------------- | ----- |
| 1 | The Balkan Escape       | 2010  |                      |       |
| 2 | The Museum of Mysteries | 2018  | Le Musée des Mystère | 2018  |
| 3 | The Lake of Learning    | 2019  | Le Manuscrit Cathare | 2021  |
| 4 | The House of Long Ago   | 2020  | Le Musée secret      | 2022  |
| 5 | The End of Forever      | 2021  |                      |       |

#### Série Luke Daniels
(écrit avec Grant Blackwood (en))
|   | Titre            | Année | Titre français         | Année |
| - | ---------------- | ----- | ---------------------- | ----- |
| 1 | The 9th Man      | 2023  | La Manipulation Kronos | 2024  |
| 2 | Red Star Falling | 2024  | Les Manuscrits perdus  | 2025  |

#### Autres romans
| Titre original       | Année | Titre français         | Année | Remarques                      |
| -------------------- | ----- | ---------------------- | ----- | ------------------------------ |
| The Amber Room       | 2003  | Le Musée perdu         | 2010  | Une aventure de Rachel Cutler  |
| The Romanov Prophecy | 2004  | Le Complot Romanov     | 2011  | Une aventure de Miles Lord     |
| The Third Secret     | 2005  | Le Troisième Secret    | 2006  | Une aventure de Colin Michener |
| The Columbus Affair  | 2012  | Le Temple de Jérusalem | 2013  | Une aventure de Tom Sagan      |
| The Omega Factor     | 2022  | Le Complot Vatican     | 2023  | Une aventure de Nick Lee       |
| The List             | 2025  |                        |       |                                |

### Nouvelles

#### SérieCotton Malone
| Titre original     | Année | Titre français                                    | Année | Remarques                              |
| ------------------ | ----- | ------------------------------------------------- | ----- | -------------------------------------- |
| The Devil's Due    | 2006  | Le Châtiment du Diable (dans le recueil Malone)   | 2023  | Ebook - Une aventure de Cotton Malone  |
| The Balkan Escape  | 2010  | L’Évasion des Balkans (dans le recueil Malone)    | 2023  | Ebook - Une aventure de Cassiopée Vitt |
| The Devil's Gold   | 2011  | L'Or du Diable (dans le recueil Malone)           | 2023  | Ebook - Une aventure de Jonathan Wyatt |
| The Admiral's Mark | 2012  | La Signature de l'Amiral (dans le recueil Malone) | 2023  | Ebook - Une aventure de Cotton Malone  |